# Trening
Tréning (angleško training > train - poučevati, učiti se, šolati se, vzgajati, uriti se, vežbati, dresirati) je metoda akivnega učenja in se nanaša na pridobivanje znanja, veščin, spretnosti in navad kot rezultat poučevanja glasovnih ali praktičnih spretnosti in znanja, ki se nanašajo na posebna uporabna področja dejavnosti. Namen treniranja je izboljševanje sposobnosti, zmožnosti in učinka posameznika ali skupine. Tvori jedro vajeništva in zagotavlja glavno oporo vsebin tehnoloških inštitutov. Ljudje v mnogih poklicih in zaposlitvah se lahko zanašajo na to vrsto usposabljanja za strokovni razvoj.
- Švedski fizik in Esin vesoljec Christer Fuglesang pri urjenju za odpravo z zunajplovilno dejavnost v podvodnem simulacijskem okolju.
- Ameriška preizkusni pilot in Nasina astronavtka Michael Lopez-Alegria med urjenjem v laboratorijskem vodnem bazenu v Gagarinovem središču za pripravo kozmonavtov.